# Tropa Gama
Tropa Gama (em inglês Gamma Flight) é o nome de dois supergrupos de heróis canadenses de história em quadrinhos publicados pela editora Marvel Comics.

## Publicação
A primeira versão da Tropa Gama estreou em Alpha Flight Vol. 1 #1 e foi criada por John Byrne.

## História da equipe

### Hierarquia das tropas
A Tropa Gama original serviu como o primeiro nível no processo de três níveis de se tornar um membro da Tropa Alfa, conforme instituído pelo Departamento H. A Tropa Gama foi formada principalmente por recrutas inexperientes. Após um período de treinamento, teoricamente eles seriam promovidos para a Tropa Beta e, eventualmente, para a Tropa Alfa, a principal equipe super-heróis do Canadá. Os membros eram Diamond Lil, Smart Alec, Selvagem e Madison Jeffries.
Muitos ex-membros da Tropa Gama foram convencidos por Jerry Jaxon e Delphine Courtney a se juntarem à Tropa Omega em sua tentativa de destruir James Hudson.

### Segunda Equipe
O governo canadense fundou uma nova equipe de super-heróis sancionada após o desaparecimento da Tropa Alfa. Esta tropa gama incluía Nemesis, Selvagem, Silver, Auric e Witchfire. Com a Tropa Alfa implicada em vários delitos, a nova Tropa Gama tinha ordens para levá-los às autoridades.
Esta equipe foi mais tarde dissolvida em uma fusão com o Departamento H e a Tropa Alfa, resultando na saída alguns membros.

### Operação de apoio
Em um departamento H reorganizado, a Tropa Gama se tornou uma equipe de operações de apoio.